# Tobias Zilliacus
Lars Emil Tobias Zilliacus (ur. 30 września 1971 w Helsinkach) – fiński aktor filmowy. Najbardziej znany z głównej roli w szwedzkim filmie kryminalnym Hipnotyzer z 2012 roku w reżyserii Lasse Hallström.

## Wybrana filmografia
- 2012: Hipnotyzer jako Joona Linna
- 2011: Iris jako Elias
- 2009: Toinen jalka haudasta jako Visa
- 2004: Framom främsta linjen jako Harry Järv
- 2003: Sport ekstremalny jako Tuomas